# Drôme
Drôme là một tỉnh của Pháp, thuộc vùng hành chính Auvergne-Rhône-Alpes, tỉnh lỵ Valence, bao gồm 3 quận với các quận lỵ còn lại là: Die, Nyons.